# Saint-Varent
 Saint-Varent  es una población y comuna francesa, en la región de Poitou-Charentes, departamento de Deux-Sèvres, en el distrito de Bressuire y cantón de Saint-Varent.

## Demografía
| 2410 | 2479 | 2590 | 2527 | 2557 | 2458 |
| Para los censos de 1962 a 1999 la población legal corresponde a la población sin duplicidades (Fuente: INSEE [Consultar]) |      |      |      |      |      |